# Andrea Mantegna
Andrea Mantegna  (okoli 1431 – 13. september 1506) je italijanski slikar, študent rimske arheologije in zet Jacopa Bellinija. Podobno kot drugi umetniki tistega časa je tudi Mantegna eksperimentiral s perspektivo, na primer, z znižanjem obzorja, da bi ustvarili občutek večje monumentalnosti. Njegova muhasta, kovinska krajina in nekoliko kamnite figure dajejo vtis o kiparskem pristopu k slikarstvu. Vodil je tudi delavnico, ki je bila vodilni proizvajalec grafik v Benetkah pred letom 1500.

## Biografija

### Mladost in šolanje
Mantegna se je rodil v kraju Isola di Carturo, blizu Padove (takrat del Beneške republike), kot drugi sin tesarja Biagia. Pri enajstih letih je postal vajenec Francesca Squarcioneja, padovskega slikarja. Squarcione, katerega prvotni poklic je bil krojač, je bil izjemno navdušen za antično umetnost in talent za delo. Tako kot njegov slavni rojak Petrarca je bil Squarcione nekakšen fanatik za antični Rim. Potoval je po Italiji in morda Grčiji in zbiral starinske kipe, reliefe, vaze, itd, in potem delal risbe na njihovi osnovi in odprl svojo delavnico drugim za študij. Ves ta čas pa je nadaljeval z delom na naročilih, ki pa so jih bolj izdelovali njegovi učenci kot on sam.
Kar 137 slikarjev in drugih študentov je opravljalo šolanje pri Squarcioneju, katerega delavnica je bila ustanovljena leta 1440 in so postali znani po vsej Italiji. Padova je bila privlačna za umetnike, ki so prihajali ne samo iz Benečije, ampak tudi iz Toskane (Paolo Uccello, Filippo Lippi in Donatello). Mantegneva zgodnja kariera se je oblikovala pod vtisom florentinski del. Takrat je bil Mantegna Squarcionejev najljubši učenec. Verjetno ga je tudi posinovil. Učil ga je latinsko in mu naročil, naj preuči fragmente rimskega kiparstva. Učitelj je tudi dajal prednost perspektivi, kar je lahko predstavljalo nekatere od kasnejših inovacij Mantegna. Pri sedemnajstih se je Mantegna ločil od Squarcioneja. Kasneje je trdil, da ga je Squarcione izkoriščal, ne da bi plačal pravice. V letih 1441–1445 se je pridružil padovskemu slikarskem cehu, a je že tri leta za tem postal samostojni mojster.
Njegovo prvo delo, ki je izgubljeno, je bil oltar za cerkev Santa Sofia iz leta 1448. Istega leta je bil Mantegna imenovan, skupaj s Nicolò Pizolo, za delo z veliko skupino slikarjev, ki jim je bil zaupan okras kapele Ovetari v prečni ladji cerkve Eremitani. Verjetno je, da je že pred tem nekaj Squarcionejevih učencev, vključno Mantegna, začelo delati freske v kapeli S. Cristoforo v cerkvi Sant'Agostino degli Eremitani, ki danes velja za mojstrovino. Po seriji naključij je Mantegna večino dela končal sam, skupaj z Ansuino, ki je sodeloval z Mantegno v kapeli Ovetari. Med prvo svetovno vojno so bile precej poškodovane in so se ohranile le delno. Delo, ki naj bi ga dokončal okoli leta 1456, se z gotovostjo lahko loči od del drugih mojstrov. Zagotovo je poslikal večji del Jakobove legende, pa tudi fresko Vnebovzetje.
Ta serija je bila skoraj v celoti izgubljena leta 1944 zaradi zavezniških bombnih napadov v Padovi. Najbolj dramatična freska iz cikla je bilo delo Usmrtitev Sv. Jakoba Leda. 
Skica freske sv. Štefana je ohranjena in je najzgodnejša znana skica, ki obstaja za primerjavo z ustrezno fresko. Risba kaže dokaz, da so bile gole figure uporabljene v pojmovanju dela že v zgodnji renesansi. Na skici je perspektiva manj razvita in bližje povprečnemu gledalcu. Kljub avtentični podobi spomenika, ni kopija nobene znane rimske strukture. Mantegna je prevzel tudi vzorce rimskih draperij, ki so bile sicer grški izum za oblačila, čeprav figure in interakcije izvirajo od Donatella.
Med drugimi zgodnjimi freskami Mantegna sta svetnika nad vhodom na portik cerkve Sant'Antonio v Padovi iz leta 1452 in oltarna slika sv. Luke in drugih svetnikov (na levi) za cerkev S. Giustina, ki je zdaj v  Pinakoteki Brera v Milanu (1453). Kot mlad umetnik je napredoval pri svojem delu, ko je prišel pod vpliv Jacopa Bellinija, očeta znanih slikarjev Giovanni Bellini in Gentile Bellini in hčerke Nicolosie. Leta 1453 je Jacopo privolil v poroko med Nicolosio in Mantegnom.

### Estetika
Usposobljen kot je bil v študiju marmorja in resnosti antike, je Mantegna javno razkril, da meni, da je antična umetnost superiorna z naravo v bolj eklektični obliki. Kot rezultat, slikar daje prednost natančnosti pri orisu pred sliko. Mantegna je tako usmerjen k togosti, ki dokazuje strogo celovitost, namesto ljubke občutljivosti izražanja. Njegove draperije so oprijete in natančne, kot bi bile tkanine zlepljene. Njegove figure so vitke, mišičaste ali koščene, akcije so vihrave, a brez energije. Njegov slog zaznamuje rumenorjava pokrajina, grobo zrnata s kamenčki.
Mantegna ni nikoli spremenil načina, ki ga je osvojil v Padovi, čeprav se je njegova obarvanost, sprva nevtralna in neodločena, okrepila in dozorela. Vsa njegova dela pa so bolj uravnotežena v barvi kot v čistem tonu. Eden od njegovih velikih ciljev je bila optična iluzija, ki so jo izvajali mojstri perspektive, ki je, čeprav ne vedno matematično pravilna, dosegla presenetljiv učinek v tistih časih.
Čeprav uspešen in občudovan, je Mantegna zapustil rodno Padovo v zgodnjem otroštvu in se nikoli več vrnil. Vzrok naj bi bila sovražnost Squarcioneja. Preostanek svojega življenja je preživel v Veroni, Mantovi in Rimu. Ni bilo potrjeno, da je bival tudi v Benetkah in Firencah. V Veroni je okoli leta 1459 naslikal veliko oltarno sliko za baziliko san Zeno v Veroni, na kateri je upodobljena Marija z angeli in s štirimi svetniki na vsaki strani. To je bil verjetno prvi lep primer renesančne umetnosti v Veroni in je bil navdih za podobne slike, ki jih je izdelal veronski umetnik Girolamo dai Libri.

### Delo v Mantovi
Markiz Ludovico III. Gonzaga iz Mantove je že nekaj časa pritiskal na Mantegna, da pride v njegovo službo. Leta 1460 je bil Mantegna imenovan za dvornega umetnika. Od časa do časa je prebival v Goitu, decembra 1466 pa se je preselil s svojo družino v Mantovo. Delal je za plačo 75 lir na mesec, kar je bilo za tisti čas veliko in je vidno zaznamovalo njegov položaj in umetnost. Bil je namreč prvi slikar katerekoli eminence s sedežem v Mantovi.
Njegova mantovska mojstrovina je bila naslikana v stanovanju gradu mesta, danes znana kot Camera degli Sposi (Soba zaročencev v severnem stolpu palače gradu svetega Jurija): niz polnih kompozicij v fresko tehniki, vključno z različnimi portreti družine Gonzaga in nekaterih drugih osebnosti. V njih je Mantegna poveličal prizore iz življenja svojih naročnikov. Na stropu, kjer je prikazano tematsko čaščenje Ludovica Gonzage kot naslednika antičnih cesarjev, je naslikal iluzionistični pogled v nebo. Mantegna je s tem najbrž prvič v zgodovini slikarstva povezal dejanski in poslikan prostor, kar je bila značilnost baroka. V dvorani prevladuje velik družinski portret Gonzagov z množico figur.
Dekoracija je bila končana verjetno v letu 1474. Desetletje, ki je sledilo, ni bilo srečno za Mantegna in Mantovo: postal je razdražljiv, umrl mu je sin Bernardino, kot tudi markiz Ludovico, soproga Barbara in njegov naslednik Federico. Z izvolitvijo Francesca II. Gonzage se je v Mantovi začelo vse znova. Zgradil je veličastno hišo na območju cerkve San Sebastiano in jo okrasil s številnimi poslikavami. Mantegna je poslikal eno od dvoran dvorca San Sebastiano v Mantovi, kjer je naslikal Cezarjevo zmagoslavje in delo končal okoli leta 1492. Ta odlično izumljena in izdelana kompozicija je okrašena s sijajem predmetov in s klasičnim navdušenjem. Šteje za najboljše Mantegnovo delo, ki so jih prodali leta 1628 skupaj z večino umetniških zakladov Mantove, kralju Karlu I. Angleškemu. Zdaj so v palači Hampton Court, nekoliko zbledele, vendar so mnoge nedavno obnovili. Njegova delavnica je izdelala tudi vrsto grafik, ki so dosegle slavo po vsej Evropi. Hiša je ohranjena, čeprav slike niso preživele. V tem obdobju je začel zbirati stara rimska poprsja, ki mu jih je podaril Lorenzo de Medici, ko je obiskal Mantovo leta 1483, naslikal je nekaj arhitektonskih in dekorativnih fragmentov in končal delo Sv. Boštjan, zdaj v Louvru.
Leta 1488 papež Inocenc VIII. imenuje Mantegno za slikarja fresk v kapeli Belvedere v Vatikanu. Ta niz fresk, vključno Krst Kristusa, je uničil papež Pij VI. leta 1780. Ta papež je imel do Mantegna manj strpnosti, kot je je bil deležen na dvoru v Mantovi. Mantegna je srečal tudi znamenitega turškega talca Jema in pozorno študiral starodavne spomenike, vendar ga je vtis o mestu razočaral kot celota. Leta 1490 se je vrnil v Mantovo, kjer je spet začel bolj literarno in grenko vizijo antike in začel močno povezavo z novo markizo, kultivirano in inteligentno Isabello d'Este.

### Pozna leta
Kljub slabemu zdravju je bil Mantegna še naprej aktiven. Ta del obdobja obsega Marijo v jami, Sveti Boštjan in Objokovanje Kristusa, verjetno naslikane za svojo osebno nagrobno kapelo. Drugo delo iz poznejših let je bila tako imenovana Madonna della Vittoria, ki je zdaj v Louvru. Naslikana je bila v temperi okoli 1495, v spomin na zmago pri reki Taro. Cerkev, kjer je bila prvotno nameščena slika, je bila zgrajena po Mantegnovi zasnovi. Marija je tu upodobljena z različnimi svetniki, nadangel Mihael in Sv. Maurice imata svoj plašč, ki se razteza čez klečečega Francesca Gonzaga, sredi obilice bogatih vencev in drugega okrasja. Čeprav ne v vseh pogledih najbolje narejena, šteje med najbolj lepa in privlačna dela Mantegna.
Po letu 1497 je Mantegna, po naročilu Isabelle d'Este, prevedel mitološke teme, ki jih je za dvor napisal pesnik Paride Ceresara, v slike v zasebnem stanovanju (studiolo) v Palazzo Ducale. Te slike so bile v naslednjih letih razpršene: ena od njih, legenda o Bogu Comusu, je ostala nedokončana in jo je zaključil njegov naslednik kot dvorni slikar v Mantovi, Lorenzo Costa. 
Po smrti njegove žene, je Mantegna v visoki starosti postal oče sina Giovanni Andrea. In ne nazadnje, je imel resne probleme z izgonom sina Francesca iz Mantove. 
Mantegna je umrl v Mantovi 13. septembra 1506. Pokopan je v cerkvi Sant' Andrea. Na grobnici je tudi bronast portret, v kapeli, kjer je naslikal oltarni-kos pogrebne kapele. Kupolo je okrasil Correggio.

## Gravure
Mantegna ni bil nič manj ugleden kot graver, čeprav je zgodovina v tem pogledu nekoliko nejasna, deloma zato, ker nikoli ni bilo podpisanih ali datiranih njegovih plošč. Morda je začel z graviranjem še v Padovi, v okviru učenja za zlatarja. Ocenjujejo, da je graviral le sedem plošč ali pa nobena. Iz te delavnice je bil še en umetnik običajno imenovan kot Zoan Andrea. 
Med glavnimi primeri so: Bitka morskih pošasti, Marije z detetom, Bakanalije, Herkules in Antaeus, Morski bogovi, Jezusovo polaganje v grob, Snemanje s križa,Vstajenje z Longinom in svetim Andrejem. 

## Ocenjevanje in zapuščina
Giorgio Vasari hvali Mantegna, čeprav poudarja njegov problematični značaj. Bil je navdušen nad kolegi učenci v Padovi in Dario da Trevigi in Marco Zoppo sta z njim ohranila tudi prijateljstvo. Mantegna je postalo zelo drag v svojih navadah, padel na trenutke v težave in moral prositi svoje naročnike, da so mu plačali opravljeno delo. 
Zaradi trdnega okusa za antiko, se je Mantegna oddaljil od sodobne konkurence. Čeprav povezan s 15. stoletjem, je vpliv Mantegna na slog in težnja za antičnim zelo zaznamovala italijansko umetnost na splošno. Giovanni Bellini je v svojih zgodnjih delih očitno sledil njegovemu zgledu. Albrecht Dürer je bil pod njegovim vplivom ko je dvakrat potoval po Italiji. Leonardo da Vinci je od Mantegna uporabil dekoracije z girlandami in sadjem. 
Glavna zapuščina Mantegna je uvedba prostorskega iluzionizma, tako v freskah, kot slikah sacra conversazione ("upodobitev Marije z detetom sredi skupine svetnikov v relativno neformalni skupini"). Njegovim stropnim dekoracijam so sledili skoraj tri stoletja. Po poslikavah kupole v Sobi mladoporočencev v Vojvodski palači v Mantovi se je Antonio Allegri da Correggio zgledoval po mojstru in raziskoval perspektivne objekte, kar je imelo za posledico izvedbo mojstrovine, kot je kupola katedrale v Parmi.

## Glavna dela
- Sv. Jerome v puščavi (c. 1448–1451) - tempera na les, 48 x 36 cm, São Paulo Museum of Art, São Paulo, Brazilija
- Oltar Sv. Luka (1453) - Panel, 177 x 230 cm, Pinacoteca Brera, Milano
- Predstava v templju (c. 1455) - Tempera na les, 68.9 x 86.3 cm, Staatliche Museen, Berlin, Nemčija
- Križanje (1457–1459) - Les, 67 x 93 cm, Louvre, Pariz
- Kristus, trpeči odrešenik (1495–1500) - Tempera na les, 78 x 48 cm, Statens Museum for Kunst, Kopenhagen, Danska
- Agonija v vrtu (c. 1459) - Tempera na les, 63 x 80 cm, Narodna galerija, London
- Portret kardinala Ludovica Trevisana, (c. 1459–1460) - Tempera na les, 44 x 33 cm, Staatliche Museen, Berlin
- Sv. Bernardin iz Siene med dvema angeloma, (attributed, 1460) - Tempera na platno, 385 x 220 cm, Pinakoteka Brera, Milano
- Portret moža (c. 1460-1470) - Les, 24.2 x 19 cm, National Gallery of Art, Washington, ZDA
- Smrt Device (c. 1461) - Tabla, 54 x 42 cm, muzej Prado, Madrid
- Portret Francesca Gonzage (c. 1461) - Tabla, 25 x 18 cm, Capodimonte Museum, Neapelj
- Marija s spečim otrokom (c. 1465–1470) - Olje na platnu, 43x32 cm, Staatliche Museen, Berlin
- Sv. Jurij (c. 1460) - Tempera na tabli, 66 x 32 cm, Galleria dell'Accademia, Benetke
- Oltar San Zeno (1457–1460) - Tabla, 480 x 450 cm, San Zeno, Verona
- Sveti Boštjan (Mantegna)|Sveti Boštjan]] (c. 1457–1459) - Les, 68 x 30 cm, Kunsthistorisches Museum, Dunaj
- Sveti Boštjan - Tabla, 255 x 140 cm, Louvre, Pariz
- Čaščenje treh kraljev (1462) - Tempera na tabli, 76 x 76.5 cm, Uffizi, Firence
- Vnebohod (1462) - Tempera na tabli, 86 x 42.5 cm, Uffizi, Firence
- Obrezovanje (1462–1464) - Tempera na tabli, 86 x 42.5 cm, Uffizi, Firence
- Portret Carlo de' Medici (c. 1459-1466) - Tempera na tabli, 40.6 x 29.5 cm, Uffizi, Firence
- Marija s kerubini (c. 1485) - Tabla, 88 x 70 cm, Pinakoteka Brera, Milano
- Cezarjevo zmagoslavje (c. 1486) - palača Hampton Court, Anglija
- Mrtvi Jezus (c. 1490) - Tempera na platno, 68 x 81 cm, Pinakoteka Brera, Milano
- Marija v jami (1489–1490) - Galerija Uffizi, Firence
- Sveti Boštjan (1490) - Tabla, 68 x 30 cm, Ca' d'Oro, Benetke
- Madonna della Vittoria (1495) - Tempera na platno, 285 x 168 cm, Louvre, Pariz
- Sveta družina (c. 1495–1500) - Tempera na platno, 75.5 x 61.5 cm, Dresden Gallery, Dresden
- Judita in Holofern (1495) - jajčna-tempera na les, National Gallery of Art, Washington
- Marija Trivulzio (1497) - Tempera na platno, 287 x 214 cm, Museo Civico d'Arte Antica, Milano
- Parnas (Mars in Venera) (1497) - platno, 160 x 192 cm, Louvre, Pariz
- Minerva preganja pregrehe iz vrta kreposti (c. 1502) - olje na platnu, 160x192 cm, Louvre, Pariz

Mantegnajev edini znani kip je "Sant' Eufemia" v stolnici Irsina, Bazilikata.

## Priznanja
Republika San Marino je ob 500 letnici smrti Andrea Mantegna izdala srebrn kovanec za 5 EUR. 
Republika Italija je izdala, ob 500 letnici smrti, srebrn kovanec za 10 EUR.